# Петър Иванчев
Петър Иванчев Петров е български инженер, кмет на Ловеч (1936-1944) и на Силистра (1940-1941).

## Биография
Петър Иванчев е роден на 24 април 1877 г. в град Ловеч. Завършва със специалност строителен инженер Лозанския университет (Швейцария). Работи на свободна практика.
Участва в Първата световна война като поручик от пехотата. Награден е с Орден „За храброст“ IV ст. и Орден „За военна заслуга“ V ст.
След война е участъков инженер в Търновския, Севлиевския и Свищовския участък.
Завръща се в Ловеч през 1923 година. Работи като градски инженер на Община Ловеч (1923) и технически директор на Воден синдикат „Осъм“ (1923-1932).
Общински съветник (1934-1936). Назначен е от Министъра на вътрешните работи за кмет на Ловеч през 1936 г. На поста е до 9 септември 1944 г. За кметската си работа е награден с Орден „За гражданска заслуга“ IV ст.
След Крайовска спогодба (1940) е командирован от Министъра на вътрешните работи за кмет на град Силистра. Провъзгласен за Почетен гражданин на Силистра „за големите му заслуги, за поставяне на стопанските, финансовите и блогоустройствените дела на Силистра“ (1941) Награден е с Орден „Свети Александър“.
Завръща се в Ловеч и освен кмет на града е в строителния комитет на „Дома на благотворителността“, председател на настоятелството на Ловчанското читалище „Наука (1940-1944), стопанския съвет на Общинското предприятие „Хали“, секретар на Електрическата кооперация „Светелина“. За работата си в Ловешкото дружество „Червен кръст“ е награден с Малкия знак „Червен кръст“. Председател на Комисията за всестранно културно и стопанско издигане на Ловеч.
Работи в Главна дирекция на Министерството на електрификацията, водите, и природните богатства (1947). До смъртта си е сътрудник на Проектантска организация-Ловеч.
Улица в Ловеч е наименувана „инженер Петър Иванчев“.